# Zingiber stenostachys
Zingiber stenostachys là một loài thực vật có hoa trong họ Gừng. Loài này được Karl Moritz Schumann miêu tả khoa học đầu tiên năm 1904.

## Mẫu định danh
Mẫu định danh: Korthals P.W. s. n.; thu thập tại núi Balacan và Sakumbang (nay là núi Salamban ở đông nam Banjarmasin), tỉnh Nam Kalimantan. Mẫu isotype lưu giữ tại Naturalis, Leiden, Hà Lan (L).

## Từ nguyên
Tính từ định danh stenostachys có nguồn gốc từ tiếng Hy Lạp cổ στενός (stenos) nghĩa là hẹp và στάχυς (stakhus) nghĩa là cành hoa bông thóc; ở đây là để nói tới đặc điểm khác biệt là cành hoa bông thóc hẹp của loài này.

## Phân bố
Loài này là đặc hữu đảo Borneo, tìm thấy trong tỉnh Nam Kalimantan, Indonesia.

## Phân loại
Schumann (1904) xếp Z. stenostachys trong tổ Lampugium (= Zingiber).

## Mô tả
Cây thảo lâu năm thanh mảnh. Thân lá cao 60–70 cm, gốc 4 bẹ thẳng nhọn hoặc tù và đỉnh nhọn đột ngột có lông rất nhỏ. Lá không cuống hoặc gần như không cuống, thuôn dài hoặc thuôn dài-hình mác, đỉnh nhọn thon không hình đuôi, mặt trên nhẵn nhụi, mặt dưới lúc ban đầu ở gân giữa và đáy thưa lông áp ép lỏng lẻo, 6-13 x 1,3-5,5 cm, khi khô màu xanh lục xám tro.  Cành hoa bông thóc dài 10 cm, đường kính 1,5 cm, sau đó mập hơn một chút. Cuống cụm hoa dài 6–7 cm; vảy bao phủ 5, thuôn dài, hơi nhọn, có lông nhỏ, dài 2-2,5 cm, xếp lợp lỏng lẻo. Lá bắc thuôn dài, nhọn, dài 3 cm, có lông. Lá bắc con … Đài hoa …. Cánh môi …. Quả nang gần hình trứng thuôn tròn-3 góc, màu trắng, nhẵn nhụi, dài 1 cm, đường kính 0,5 cm; vỏ quả ngoài dạng màng, nhọn thon; hạt hình elipxoit, dài 5–6 mm, màu nâu hạt dẻ xám, có áo hạt hơi mọng bảo vệ ở đỉnh.
Loài này khác biệt ở chỗ có cành hoa bông thóc hẹp và cuống cụm hoa ngắn hơn.